# オーケストラ・ニッポニカ
オーケストラ・ニッポニカ（英語: Orchestra Nipponica）は、2002年に設立されたオーケストラ団体。正式名称は、「芥川也寸志メモリアル オーケストラ・ニッポニカ」（あくたがわやすし メモリアル オーケストラ・ニッポニカ）。

## 沿革
日本人の作品を演奏することを活動のひとつの柱としている。演奏会にはプロ、アマチュア混成メンバーが出演し、その演奏はライブCDとして市販されている。演奏に使用した楽譜や音源の一部は、東京音楽大学付属図書館に寄託され、「東京音楽大学付属図書館ニッポニカ・アーカイヴ・コレクション」として一般の利用に供されている。2013年12月にはシンポジウム「日本の管弦楽作品の演奏譜に於ける課題と展望」を、東京音楽大学付属図書館と共催で開催した。
2016年より野平一郎がミュージック・アドヴァイザ―に就任。2019年1月には間宮芳生のオペラ『ニホンザル・スキトオリメ』の53年ぶり再演を果たし、この公演は第17回佐川吉男音楽賞を受賞した。また2021年7月18日の第38回演奏会「松村禎三交響作品展」は、2021年度第21回佐治敬三賞を受賞した。

## 委嘱作品
オーケストラ・ニッポニカの委嘱した作品は次の通り。（凡例　作曲者: 作品名 (作曲年) 【初演年月日 会場 指揮者】）

### 管弦楽作品
- 秦文琛: 「風月迭響」リコーダーと中国笙とオーケストラのための (2004) 【2004/10/3 紀尾井ホール 指揮:本名徹次】[12]
- Do Hong Quan: オーケストラのための｢Tro Mot (Act One)｣ (2007) 【2007/11/24 ハノイ・オペラハウス 指揮:本名徹次】[13]
- 藤田正典: オーケストラのための「いにしえの飛鳥へ」 (2007) 【2007/11/24 ハノイ・オペラハウス 指揮:本名徹次】[13][14]
- 今井重幸: オーケストラのための「仮面の舞」第5番 (2007) 【2007/11/24 ハノイ・オペラハウス 指揮:本名徹次】[13]
- H.G.Ranera: Philippine Symphonic Folksongs (2012) 【2013/2/9 マニラ・Cultural Center of the Philippines 指揮:下野竜也】[15]
- 石田匡志: 交響曲第1番 (2012) 【2013/2/9 マニラ・Cultural Center of the Philippines 指揮:下野竜也】[15][16]
- 陳明志: 御風飛舞 (2013) 【2013/7/14 紀尾井ホール 指揮:野平一郎】[17]
- 久保禎: 乱声響楽～南九州歌謡による～ (2016) 【2017/2/19 紀尾井ホール 指揮:野平一郎】[18]
- 中村透: 交響絵図「摩文仁～白き風車よ～」 (2016) 【2017/2/19 紀尾井ホール 指揮:野平一郎】[18][19]
- 間宮芳生: 女王ざるの間奏曲 (2018) 【2019/1/27 すみだトリフォニーホール大ホール 指揮:野平一郎】[20]

### 室内楽作品
- 陳明志: バスリコーダーと打楽器のための「樹(き)は静を欲すれど風止まず…」 (2004) 【2004/10/5 台東区ミレニアムホール】[12]
- 藤田正典: 中国琵琶と打楽器のための「砂丘の彼方へ」～今は亡き石井眞木に捧ぐ～ (2004) 【2004/10/5 台東区ミレニアムホール】[12]
- 南聡: 「星辰／擬態」中国琵琶のためのop.49-3 (2004) 【2004/10/5 台東区ミレニアムホール】[12]
- 石田匡志: 「断章」：弦楽四重奏のための (2007) 【2007/11/22 ハノイ・L'Espace】[13]
- Vu Nhat Tan: 雨季：弦楽四重奏のための (2007) 【2007/11/22 ハノイ・L'Espace】[13]
- 久保禎: 弦楽四重奏曲「哀歌」 (2012) 【2013/2/8 マニラ・Philam Life Auditorium】[15]
- M.P.Maramba: String Quartet (2013) 【2013/2/8 マニラ・Philam Life Auditorium】[15]